# NGC 4748
NGC 4748 је спирална галаксија у сазвежђу Гавран која се налази на NGC листи објеката дубоког неба.
Деклинација објекта је - 13° 24' 49" а ректасцензија 12h 52m 12,6s. Привидна величина (магнитуда) објекта NGC 4748 износи 13,7 а фотографска магнитуда 14,6. NGC 4748 је још познат и под ознакама MCG -2-33-34, IRAS 12495-1308, PGC 43643.